# Pattinaggio di figura ai Giochi della IV Olimpiade - Pattinaggio figure speciali maschile
La competizione del pattinaggio figure speciali maschile dei Giochi della IV Olimpiade si è svolta il giorno 29 ottobre 1908 allo Prince's Skating Club in Knightsbridge a Londra. 

## Partecipazione

Le figure speciali presentate da Nikolaj Panin-Kolomenkin

A tale evento presero parte solo tre pattinatori, garantendo così una medaglia a ciascuno per la sola partecipazione, così come per la gara di pattinaggio di figura a coppie.
Tale disciplina, che si è tenuta una sola volta nella storia dei Giochi olimpici, consisteva nel "disegnare" sul ghiaccio con le lame dei pattini alcune figure geometriche e simmetriche predeterminate nel modo più preciso e abile possibile. Una settimana prima della gara, ogni partecipante doveva presentare alla giuria il disegno di quattro figure scelte liberamente, due delle quali venivano poi selezionate dai giudici.

## Risultati
| Pos.    | Atleta                   | Nazione       | Piazzamenti | Punti Ordinali | Punti Totali |
| ------- | ------------------------ | ------------- | ----------- | -------------- | ------------ |
| Oro     | Nikolaj Panin-Kolomenkin | Russia        | 5 volte 1°  | 5,0            | 219,0        |
| Argento | Arthur Cumming           | Gran Bretagna | 5 volte 2°  | 10,0           | 164,0        |
| Bronzo  | Geoffrey Hall-Say        | Gran Bretagna | 5 volte 3°  | 15,0           | 104,0        |